# Термінал ЗПГ Мугардос
Термінал ЗПГ Мугардос – інфраструктурний об`єкт для прийому, регазифікації та перевалки ЗПГ в Іспанії, розташований на північному заході країни в порту Ферроль (автономна спільнота Галісія).
Термінал ввели в експлуатацію в 2007 році. Його потужність становить 3,6 млрд.м3 на рік. Сховище ЗПГ обладнане двома резервуарами по 150000 м3 кожен. Портове господарство може приймати газовози вантажоємністю від 15600 м3 до 266000 м3 (Q-Max).
Видачу регазифікованої продукції облаштували через трубопровід Мугардос – Гітіріс/Сабон. Крім того, термінал може здійснювати перевалку ЗПГ шляхом:
- навантаження в автоцистерни (35 одиниць на добу);
- обслуговування газових танкерів малої місткості (може завантажувати 2000 м3 ЗПГ на годину);
 - бункерування суден з двигунами, що працюють на зрідженому природному газі.
На відміну від більшості іспанських терміналів ЗПГ, що належать державній компанії Enagas, об`єкт в Мургадос споруджений компанією Reganosa, якою володіють уряд Галісії (24,31%), Grupo Tojeiro (50,69%), First State Investment (15%) та алжирська Sonatrach (10%).